# St. Martin (Żelazno)
St. Martin ist die römisch-katholische Pfarrkirche in Żelazno (deutsch Eisersdorf).

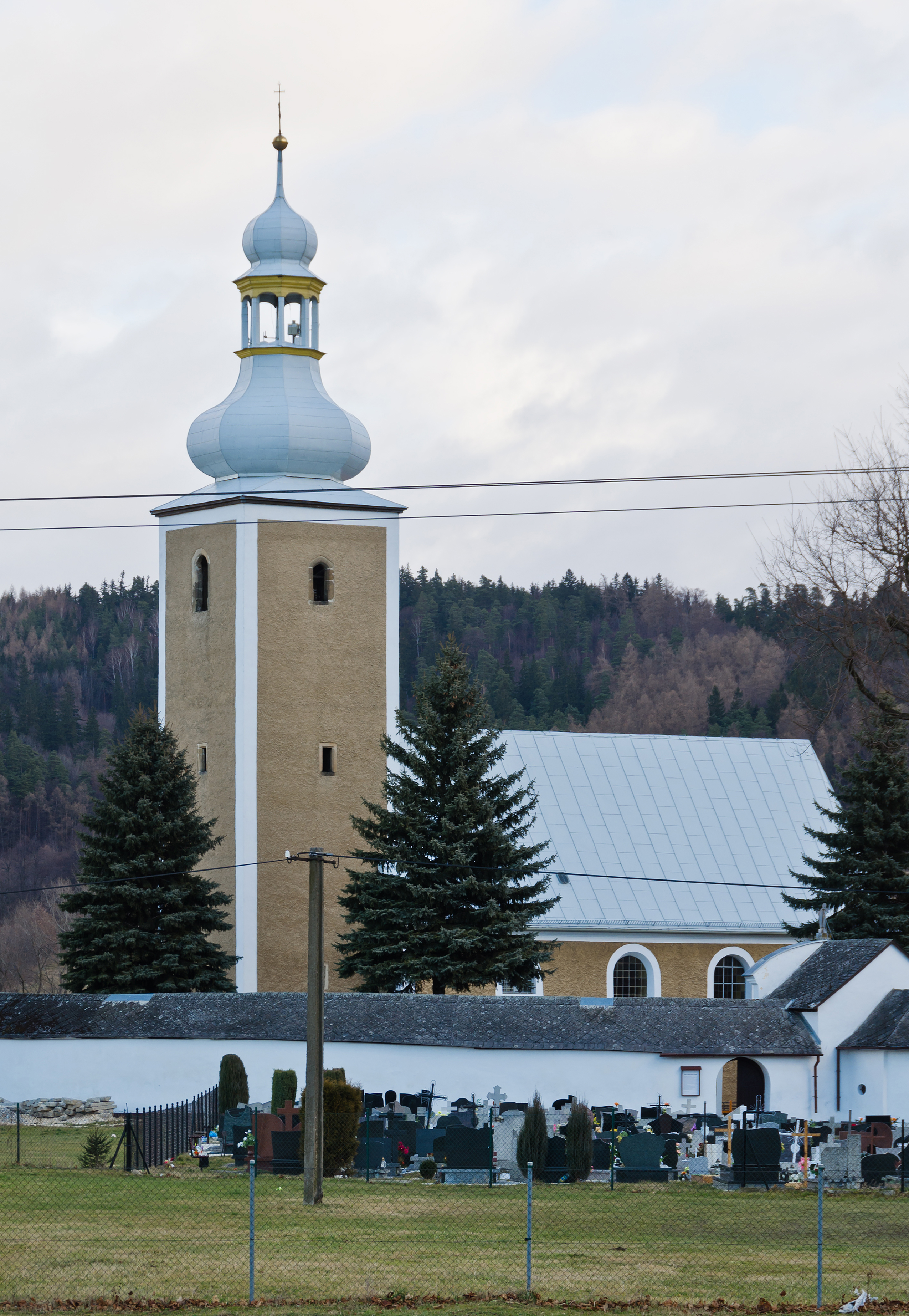
St. Martin Eisersdorf

## Geschichte
Die heutige Kirche wurde um die Mitte des 14. Jahrhunderts als einschiffige Kirche mit polygonal geschlossenem Chor errichtet. Im 16. Jahrhundert wurde der Kirchturm angebaut und das Schiff erweitert, so dass die Fassade der Kirche asymmetrisch wurde. Im 17./18. Jahrhundert wurde die Kirche sparsam barockisiert. An den Chor wurde ein Anbau mit Sakristei und Patronatsloge angefügt. Das Pfarrhaus mit Walmdach entstand um die Wende vom 17. zum 18. Jahrhundert. Die Kirche wurde im 19. und 20. Jahrhundert restauriert und leicht umgebaut. Nach polnischer Übernahme 1945 wurde die Arkade der Patronatsloge zugemauert. 

## Bauwerk
Die Kirche ist ein verputzter Ziegelbau. Die Fassaden sind durch eine Rahmengliederung gestaltet und mit einem profilierten Gesims bekrönt. Der mit Strebepfeiler verstärkte Chor ist schmaler als das Kirchenschiff. Das Kirchenschiff ist asymmetrisch durch den Anbau mit Empore vergrößert. Der Chor hat Kreuzrippengewölbe mit Steinrippen, das Kirchenschiff ist mit einer facettierten Decke bedeckt. Der fünfstöckige Turm hat ein profiliertes spätgotisches Portal aus Stein. Im Erdgeschoss des Turms ist das ehemalige spätgotische Außenportal des Kirchenschiffs erhalten.

## Ausstattung
Im gotischen Kirchenraum befindet sich links neben dem Hochaltar das einzige gotische Sakramentshäuschen der Grafschaft Glatz. Es zeigt im Spitzbogen über der Gittertür einen Christuskopf. Eine geschnitzte Muttergottes stammt vom Ende des 15. Jahrhunderts. Die Kanzel schuf 1777 Ignaz Klahr der Jüngere. An Balkon und Balustrade sind Ereignisse aus dem Leben von St. Martin dargestellt. Das Taufbecken stammt von 1760, der Orgelprospekt ist im Stil des Historismus gestaltet.